# 15332 CERN
15332 CERN è un asteroide della fascia principale. Scoperto nel 1993, presenta un'orbita caratterizzata da un semiasse maggiore pari a 2,5513578 UA e da un'eccentricità di 0,0564097, inclinata di 7,03490° rispetto all'eclittica.